# Enrico Caetani
Enrico Caetani, född 6 augusti 1550 i Sermoneta, död 13 december 1599 i Rom, var en italiensk katolsk präst och kardinal.

## Biografi
Enrico Caetani var son till Bonifacio Caetani och Caterina Pio di Carpi. Caetani studerade vid Perugias universitet, där han blev juris utriusque doktor.
Påve Sixtus V utsåg honom 1585 till kardinalpräst med Santa Pudenziana som titelkyrka. Samma år utnämndes han till latinsk patriark av Alexandria, vilket han var fram till 1587. 
Kardinal Caetani har fått sitt sista vilorum i Cappella Caetani i Santa Pudenziana.

### Webbkällor
- ”CAETANI, Enrico (1550–1599)” (på engelska). The Cardinals of the Holy Roman Church. Salvador Miranda. Arkiverad från originalet den 6 december 2017. https://archive.today/20171206101157/http://www2.fiu.edu/~mirandas/bios1585-ii.htm%23Caetani#Caetani. Läst 6 december 2017.
- ”Enrico Cardinal Caetani” (på engelska). Catholic Hierarchy. Arkiverad från originalet den 6 december 2017. https://archive.today/20171206101716/http://www.catholic-hierarchy.org/bishop/bcaete.html. Läst 6 december 2017.